# Бенуа, Тьерри
Тьерри Бенуа (фр. Thierry Benoit) — французский политик, депутат Национального собрания Франции.

## Биография
Родился 13 сентября 1966 г. в городе Фужер (департамент Иль и Вилен) в семье фермера и воспитателя. Окончил высшее учебное заведение для детей из сельской местности "Сельский семейный дом" (фр. Maisons Familiales Rurales (MFR)) в Париже. Работал торговым представителем в винодельческой отрасли.
В 1989 году, в 22 года, Тьерри Бенуа был избран в совет коммуны Лекус, пригорода Фужера; в 2001 году стал вице-мэром, отвечающим за экономическое развитие, сельские территории  и окружающую среду. В 2004 году он впервые был избран в Генеральный совет департамента Иль и Вилен от кантона Фужер-Сюд; впоследствии он переизбирался в Генеральный совет в 2012 году, а в 2015 году, в паре с Фредерик Мирамон, был избран от кантона Фужер-1 в Совет департамента Иль и Вилен. 
На выборах в Национальное собрание 2007 г. Тьерри Бенуа становится кандидатом центристов на выборах по 6-му избирательному округу департамента Иль и Вилен. Победив на выборах, не примкнул ни к одной фракции в Национальном собрании. 
В июне 2009 года он принял участие в учредительном конгрессе партии Альянс центристов Жана Артюи, стал лидером отделения партии в департаменте Иль и Вилен. В 2009 году был избран генеральным секретарем Альянса центристов. 
Сохранив мандат депутата после выборов в Национальное собрание в 2012 году вошел в состав парламентской группы партии Союз демократов и независимых, объединивших большую часть центристских сил. В 2017 году в третий раз победил на выборах по  6-му избирательному округу департамента Иль и Вилен.  В Национальном собрании является членом Комиссии по экономическим вопросам. Автор идеи создания комиссии по расследованию социальных, социальных, экономических и финансовых последствий сокращения рабочего времени, возглавлял эту комиссию с июля по декабрь 2014 года. Неоднократно выступал за сохранение единства центристских партий Франции.
На муниципальных выборах 2020 года в Ренне и региональных выборах 2021 года поддерживал кандидатов президентской партии «Вперёд, Республика!». В 2022 году вышел из Союза демократов и независимых и вступил в партию  «Горизонты», основанную бывшим премьер-министром и мэром Гавра Эдуаром Филиппом.
На выборах в Национальное собрание в 2022 году баллотировался в шестом округе департамента Иль и Вилен от президентского большинства и в четвертый раз получил мандат депутата, набрав во втором туре 61,7 % голосов. В новом составе Национального собрания был избран вице-председателем Комиссии по экономическим вопросам.

## Занимаемые выборные должности
03.1989 — 03.2001 — член совета коммуны Лекус 

03.2001 — 03.2014 — вице-мэр коммуны Лекус 

28.03.2004 — 29.03.2015 — член Генерального совета департамента Иль и Вилен от кантона Фужер-Сюд 

с 17.06.2007 — депутат Национального собрания Франции от 6-го избирательного округа департамента Иль и Вилен 

29.03.2015 — 21.06.2021 — член Совета департамента Иль и Вилен от кантона Фужер-1